# Erehof Holten
Erehof Holten is gelegen op de algemene begraafplaats van Holten in de Nederlandse provincie Overijssel. Naast dit erehof is er in Holten ook de Holten Canadian War Cemetery, de Canadese begraafplaats op de Holterberg. Op het erehof Holten staan 13 graven met daarop de volgende namen:
| Naam                     | Functie                      | Onderdeel                         | Squadron      | Overleden  | Leeftijd |
| ------------------------ | ---------------------------- | --------------------------------- | ------------- | ---------- | -------- |
| William Twiston Davies   | SQ leader/piloot             | Royal Air Force                   | 138e Squadron | 30-07-1942 | 23       |
| Leonard Sidney Franklin  | Waarnemer                    | Royal Air Force Volunteer Reserve | 138 Squadron  | 30-07-1942 | 28       |
| Trevor Morgan Gray       | Radio-operator/boordschutter | Royal Air Force Volunteer Reserve | 138e Squadron | 30-07-1942 |          |
| Leslie Joseph Hambly     | Sergeant                     | Royal Air Force Volunteer Reserve | 9e Squadron   | 24-09-1944 | 19       |
| Louis Arthur Harding     | Navigator                    | Royal Air Force                   | 9e Squadron   | 24-09-1944 |          |
| Maurice Edward Hayward   | Radio-operator/boordschutter | Royal Air Force Volunteer Reserve | 9e Squadron   | 24-09-1944 | 21       |
| Edward Henry Kerry       | Radio-operator/boordschutter | Royal Air Force Volunteer Reserve | 138e Squadron | 30-07-1942 | 21       |
| Frank Alfred Saunders    | Boordschutter                | Royal Air Force Volunteer Reserve | 9e Squadron   | 24-09-1944 | 30       |
| Charles Berrie Scott     | Piloot                       | Royal Air Force Volunteer Reserve | 9e Squadron   | 24-09-1944 | 22       |
| Jack Edward Simkin       | Boordwerktuigkundige         | Royal Air Force Volunteer Reserve | 9e Squadron   | 24-09-1944 | 23       |
| Derrick Franck Staton    | Radio-operator/boordschutter | Royal Air Force Volunteer Reserve | 138e Squadron | 30-07-1942 | 24       |
| Geoffrey Barrington Wood | Boordschutter                | Royal Air Force Volunteer Reserve | 138e Squadron | 30-07-1942 | 20       |
| Philip Thomas Wright     | Radio-operator/boordschutter | Royal Air Force Volunteer Reserve | 138e Squadron | 30-07-1942 | 22       |

## Geschiedenis
Op 30 juli 1942 vertrok een Armstrong Whitworth Whitley MK, de Z9230 van het 138e RAF-squadron, met zeven bemanningsleden vanaf het vliegveld Tempsford voor een geheime missie in opdracht van de SOE richting Nederland. De bedoeling was materieel voor het verzet te droppen. Zover kwam het echter niet, want een Duitse nachtjager kreeg het vliegtuig in het vizier en zag kans het vliegtuig in brand te schieten. Het vliegtuig boorde zich in de grond van de bossen op de Holterberg nabij de Vossenweg. Alle bemanningsleden kwamen daarbij om het leven. Eén bemanningslid, de radio-operator E.H. Kerry, trachtte zich met de parachute te redden, maar ook hij werd dodelijk gewond aangetroffen. Alle slachtoffers werden begraven op de algemene begraafplaats van Holten.
Op 24 september 1944 vertrok een Lancaster-bommenwerper, de LL901 van het 9e Squadron, vanaf het Engelse vliegveld Bardney in Lincolnshire om Duitse nachtjagervliegvelden nabij Münster te bombarderen. Boven Overijssel aangekomen, werd de bommenwerper aangevallen door een Duitse nachtjager. Het toestel stortte neer bij Holterbroek op de Populierendijk. Slechts één bemanningslid wist te ontsnappen met zijn parachute. Het verzet hielp hem onderduiken. De overige zes bemanningsleden kwamen om het leven en werden begraven op de algemene begraafplaats te Holten.